# Morti il 19 aprile
| Questa pagina contiene informazioni ricavate automaticamente dalle voci biografiche con l'ausilio del template Bio e di un bot. L'aggiornamento è periodico e automatico e ricostruisce completamente la pagina. Se manca una persona in questa lista, sei pregato di non aggiungerla, ma accertati piuttosto che la sua voce biografica contenga il template Bio e che i dati anagrafici siano correttamente compilati. Se il template Bio manca, inseriscilo tu stesso o, in alternativa, metti l'avviso {{tmp\|Bio}} che ne segnala la mancanza. Se i dati riportati sono sbagliati, correggi direttamente la voce biografica; le modifiche saranno visibili in questa lista entro pochi giorni. Per chiarimenti vedi il progetto biografie. La lista contiene solo le 483 persone che sono citate nell'enciclopedia e per le quali è stato implementato correttamente il template Bio. Pagina aggiornata al 9 ago 2025. |

## IX secolo(2)
- 843 - Giuditta di Baviera (n. 800)
- 880 - Shenuda I di Alessandria, arcivescovo cristiano orientale egiziano

## XI secolo(3)
- 1012 - Elfego di Canterbury, arcivescovo e santo anglosassone (n. 954)
- 1044 - Gothelo I di Lorena, duca
- 1054 - Papa Leone IX, papa, vescovo cattolico e santo tedesco (n. 1002)

## XII secolo(1)
- 1137 - Amaury III di Montfort, nobile e militare francese

## XIII secolo(1)
- 1289 - Corrado Miliani, religioso italiano (n. 1234)

## XIV secolo(6)
- 1314 - Gauthier d'Aunay, militare francese
- 1314 - Philippe d'Aunay, militare francese
- 1321 - Gerasimo I di Costantinopoli, arcivescovo ortodosso bizantino
- 1344 - Costanza d'Aragona, sovrana (n. 1305)
- 1371 - Bernard du Bosquet, cardinale e arcivescovo cattolico francese
- 1390 - Roberto II di Scozia, re scozzese (n. 1316)

## XV secolo(1)
- 1433 - Piccarda Bueri, italiana

## XVI secolo(14)
- 1506 - Marco Antonio Sabellico, storico italiano
- 1510 - Ulrich Fugger il Vecchio, banchiere e mercante tedesco (n. 1441)
- 1524 - Petrus Mosellanus, umanista, filologo e teologo tedesco (n. 1493)
- 1527 - Cristoforo I di Baden, nobile tedesco (n. 1453)
- 1529 - Johannes Cuspinian, umanista, poeta e diplomatico tedesco (n. 1473)
- 1552 - Olaus Petri, religioso svedese (n. 1493)
- 1560 - Filippo Melantone, umanista, teologo e astrologo tedesco (n. 1497)
- 1572 - Pieter van Gent, missionario belga (n. 1486)
- 1578 - Uesugi Kenshin, militare giapponese (n. 1530)
- 1579 - Uesugi Kagetora, militare giapponese (n. 1552)
- 1588 - Paolo Veronese, pittore italiano (n. 1528)
- 1593 - Orazio Ariosto, letterato italiano (n. 1555)
- 1598 - Hans Fugger, banchiere e mercante tedesco (n. 1531)
- 1598 - Rokkaku Yoshikata, militare giapponese (n. 1521)

## XVII secolo(21)
- 1604 - Kuroda Yoshitaka, militare giapponese (n. 1546)
- 1608 - Thomas Sackville, I conte di Dorset, politico, poeta e drammaturgo inglese (n. 1536)
- 1611 - Giuseppe d'Alvino, pittore, scultore e architetto italiano (n. 1550)
- 1612 - Anne de Perusse d'Escars de Giury, cardinale francese (n. 1546)
- 1621 - Elizabeth Sawyer, inglese
- 1623 - Uesugi Kagekatsu, militare giapponese (n. 1556)
- 1629 - Sigismondo d'India, compositore italiano
- 1630 - Anne Dacre, nobildonna e poetessa inglese (n. 1557)
- 1632 - Mary Villiers, contessa di Buckingham, nobildonna inglese (n. 1570)
- 1638 - Geremia Dressellio, gesuita, predicatore e scrittore tedesco (n. 1581)
- 1645 - Anthony van Diemen, politico olandese (n. 1593)
- 1652 - Marcello Lante, cardinale e vescovo cattolico italiano (n. 1561)
- 1658 - Kirsten Munk, nobildonna danese (n. 1598)
- 1658 - Robert Rich, II conte di Warwick, militare e ammiraglio inglese (n. 1587)
- 1670 - Samuel Przypkowski, teologo polacco (n. 1592)
- 1673 - Pitirim, monaco cristiano e arcivescovo ortodosso russo
- 1675 - Johann Hartmann von Rosenbach, vescovo cattolico tedesco (n. 1609)
- 1680 - Maria Edvige d'Assia-Darmstadt, nobile (n. 1647)
- 1686 - Antonio de Solís, drammaturgo e storico spagnolo (n. 1610)
- 1689 - Cristina di Svezia, regina svedese (n. 1626)
- 1690 - Angela Maria della Concezione, religiosa e scrittrice spagnola (n. 1649)

## XVIII secolo(17)
- 1702 - Francesco Giani, vescovo cattolico italiano (n. 1641)
- 1708 - Angela Teresa Muratori, artista e musicista italiana (n. 1661)
- 1709 - Louis de Duras, II conte di Feversham, nobile e militare francese (n. 1641)
- 1719 - Farrukh Siyar, sovrano (n. 1685)
- 1722 - Charles Spencer, III conte di Sunderland, politico britannico (n. 1675)
- 1727 - Emetullah Sultan, principessa ottomana (n. 1701)
- 1733 - Elizabeth Villiers, nobile britannica (n. 1657)
- 1754 - Ferdinando Antonio Lazzari, francescano e compositore italiano (n. 1678)
- 1760 - Michele Mascitti, violinista e compositore italiano (n. 1664)
- 1768 - Canaletto, pittore e incisore italiano (n. 1697)
- 1774 - Léger Marie Deschamps, filosofo francese (n. 1716)
- 1776 - Jacob Emden, rabbino e religioso tedesco (n. 1697)
- 1781 - Elizabeth Raffald, scrittrice inglese
- 1782 - Marinos Carburis, ingegnere greco (n. 1729)
- 1783 - Giovanni Carmine Pellerano, arcivescovo cattolico italiano (n. 1702)
- 1796 - Giovanni Del Gaizo, ingegnere e architetto italiano (n. 1715)
- 1800 - Jean-Antoine Marbot, generale e politico francese (n. 1754)

## XIX secolo(68)
- 1804 - Robert Hay-Drummond, X conte di Kinnoull, nobile scozzese (n. 1751)
- 1807 - Georg Adam von Starhemberg, nobile e diplomatico austriaco (n. 1724)
- 1808 - Cornelia Barbaro Gritti, nobildonna e poetessa italiana (n. 1719)
- 1809 - Cyprian Godebski, poeta e scrittore polacco (n. 1765)
- 1811 - Ivan Andreevič Osterman, politico russo (n. 1725)
- 1813 - Benjamin Rush, politico statunitense (n. 1746)
- 1814 - Thomas Brudenell-Bruce, I conte di Ailesbury, nobile inglese (n. 1729)
- 1817 - Giovanni Motta, pittore italiano (n. 1753)
- 1819 - Spiridione Berioli, arcivescovo cattolico e politico italiano (n. 1733)
- 1822 - Franz Xaver von Salm-Reifferscheidt-Krautheim, cardinale austriaco (n. 1749)
- 1824 - George Gordon Byron, nobile, poeta e politico britannico (n. 1788)
- 1827 - Giuseppe Maria Puppo, compositore, violinista e direttore d'orchestra italiano (n. 1749)
- 1830 - Carlo Ferrarini, militare e patriota italiano (n. 1767)
- 1831 - Johann Gottlieb Friedrich von Bohnenberger, fisico e matematico tedesco (n. 1765)
- 1832 - André Laugier, chimico, farmacista e mineralogista francese (n. 1770)
- 1833 - James Gambier, I barone Gambier, ammiraglio britannico (n. 1756)
- 1836 - Adelaide Filleul, nobildonna e scrittrice francese (n. 1761)
- 1844 - John Carne, viaggiatore e scrittore inglese (n. 1789)
- 1844 - Bartolomeo Pacca, cardinale italiano (n. 1756)
- 1846 - William George Hay, XVIII conte di Erroll, nobile e politico scozzese (n. 1801)
- 1850 - Joseph Varin, gesuita francese (n. 1769)
- 1855 - Édouard de Villiers du Terrage, ingegnere e archeologo francese (n. 1780)
- 1858 - Carlo Ferdinando Galli della Loggia, militare e politico italiano (n. 1780)
- 1861 - Charles Pasley, generale e ingegnere militare britannico (n. 1780)
- 1862 - Louis Powell Harvey, politico statunitense (n. 1820)
- 1862 - Louisa Montagu, contessa di Sandwich, nobildonna irlandese (n. 1781)
- 1863 - Paul Constant Billot, botanico francese (n. 1796)
- 1867 - Antoine Joseph Jobert de Lamballe, chirurgo francese (n. 1799)
- 1868 - Luigi Magrini, fisico italiano (n. 1802)
- 1870 - Ferdinand de Lanoye, scrittore francese (n. 1806)
- 1870 - Andreas Schelfhout, pittore, incisore e litografo olandese (n. 1787)
- 1870 - Camille-Marie Stamaty, pianista e compositore greco (n. 1811)
- 1873 - Giovanni Galvani, filologo, linguista e bibliotecario italiano (n. 1806)
- 1873 - Hamilton Hume, esploratore australiano (n. 1797)
- 1873 - Alan Spencer-Churchill, nobile e imprenditore inglese (n. 1825)
- 1874 - Owen Jones, architetto, disegnatore e scrittore inglese (n. 1809)
- 1876 - George Lyttelton, IV barone Lyttelton, nobile e politico inglese (n. 1817)
- 1876 - Samuel Sebastian Wesley, organista e compositore inglese (n. 1810)
- 1876 - William Wilde, chirurgo e oculista irlandese (n. 1815)
- 1878 - Władysław Tarnowski, compositore, pianista e poeta polacco (n. 1836)
- 1881 - Michel Abeloos, scultore belga (n. 1828)
- 1881 - Rudolf Christian Böttger, chimico e fisico tedesco (n. 1806)
- 1881 - Benjamin Disraeli, politico e scrittore britannico (n. 1804)
- 1881 - Alessandro Fasola, militare italiano (n. 1799)
- 1882 - Charles Darwin, biologo e naturalista britannico (n. 1809)
- 1882 - Louis-Étienne de Thouvenin, generale e inventore francese (n. 1791)
- 1883 - Martino Anzi, botanico, naturalista e presbitero italiano (n. 1812)
- 1883 - Teresa di Oldenburg, duchessa (n. 1852)
- 1885 - Mykola Ivanovyč Kostomarov, storico e scrittore ucraino (n. 1817)
- 1885 - Pietro Lasagni, cardinale italiano (n. 1814)
- 1887 - Luigi Borsari, politico italiano (n. 1804)
- 1887 - Alexandre-Eugène Bouët, militare francese (n. 1833)
- 1887 - Alexander Mitchell, banchiere, imprenditore e politico statunitense (n. 1817)
- 1887 - William Pakenham, IV conte di Longford, politico irlandese (n. 1819)
- 1889 - Warren de la Rue, astronomo e chimico britannico (n. 1815)
- 1889 - Josef von Löschner, medico austriaco (n. 1809)
- 1890 - Alphonse Du Breuil, botanico francese (n. 1811)
- 1891 - Giuseppe Galluppi, nobile, storico e saggista italiano (n. 1836)
- 1892 - Friedrich von Bodenstedt, scrittore tedesco (n. 1819)
- 1893 - John Addington Symonds, critico letterario, poeta e storico dell'arte inglese (n. 1840)
- 1893 - Alberto Carlo Gilberto De la Forest de Divonne, militare italiano (n. 1818)
- 1894 - Gemma Luziani, pianista italiana (n. 1867)
- 1896 - Casimiro Favale, politico italiano (n. 1832)
- 1898 - Lorenzo Guetti, presbitero e politico italiano (n. 1847)
- 1898 - Luigi Steffani, pittore italiano (n. 1828)
- 1899 - Édouard Pailleron, poeta e commediografo francese (n. 1834)
- 1899 - Alessandro Paternostro, giurista, politico e prefetto italiano (n. 1852)
- 1900 - Alexandre Falguière, pittore e scultore francese (n. 1831)

## XX secolo(202)
- 1902 - Enrico XXII di Reuss-Greiz, principe tedesco (n. 1846)
- 1902 - Charles Marshall, militare statunitense (n. 1830)
- 1904 - Francesco Fanzago, medico e politico italiano (n. 1846)
- 1906 - Pierre Curie, fisico e matematico francese (n. 1859)
- 1906 - Spencer Gore, tennista e crickettista britannico (n. 1850)
- 1909 - Barbara Micarelli, religiosa italiana (n. 1845)
- 1909 - Signe Rink, scrittrice e etnologa danese (n. 1836)
- 1911 - Ivan Grohar, pittore sloveno (n. 1867)
- 1912 - Patricio Escobar, politico e militare paraguaiano (n. 1843)
- 1913 - Raymond Etherington-Smith, canottiere britannico (n. 1877)
- 1913 - Hugo Winckler, archeologo e storico tedesco (n. 1863)
- 1914 - Morton Betts, calciatore inglese (n. 1847)
- 1914 - Charles Sanders Peirce, matematico, filosofo e semiologo statunitense (n. 1839)
- 1915 - Giuseppe D'Alì, imprenditore e politico italiano (n. 1832)
- 1915 - Angelo Pezzaglia, attore italiano (n. 1851)
- 1916 - Karl Braunsteiner, calciatore austriaco (n. 1891)
- 1916 - Colmar von der Goltz, generale e scrittore tedesco (n. 1843)
- 1917 - Antonio Marinuzzi, storico e politico italiano (n. 1851)
- 1917 - Frank Muller, astronomo statunitense (n. 1862)
- 1919 - Andrej Avgustovič Ėbergard, ammiraglio russo (n. 1856)
- 1919 - Barbara Marchisio, contralto italiano (n. 1833)
- 1920 - Mathilde Mallinger, soprano austriaco (n. 1847)
- 1922 - Joseph Oller, impresario teatrale e imprenditore spagnolo (n. 1839)
- 1922 - Alfred Pearce Gould, chirurgo inglese (n. 1852)
- 1922 - Cesare Saldini, ingegnere italiano (n. 1848)
- 1922 - Theodor von Scheve, scacchista tedesco (n. 1851)
- 1922 - Percy Smith, topografo e etnologo neozelandese (n. 1840)
- 1926 - Aleksandr Aleksandrovič Čuprov, statistico russo (n. 1874)
- 1926 - André Gaudin, canottiere francese (n. 1875)
- 1930 - Ernst Georg Ferdinand Küster, chirurgo tedesco (n. 1839)
- 1930 - Ernest Lewis, tennista britannico (n. 1867)
- 1931 - Louis Dollo, paleontologo belga (n. 1857)
- 1931 - Otto Hettner, pittore e scultore tedesco (n. 1875)
- 1931 - Jean Baptiste François René Koehler, zoologo francese (n. 1860)
- 1931 - Aurel Voss, matematico tedesco (n. 1845)
- 1932 - William Cheyne, chirurgo e batteriologo britannico (n. 1852)
- 1932 - Baldo Rossi, medico e politico italiano (n. 1868)
- 1933 - Ernest William Hobson, matematico inglese (n. 1856)
- 1933 - Siegfried Popper, ammiraglio e ingegnere austro-ungarico (n. 1848)
- 1933 - Karl Swoboda, sollevatore austriaco (n. 1882)
- 1935 - Teresa Recchia, politica, sindacalista e rivoluzionaria italiana (n. 1899)
- 1935 - Albert Tafel, esploratore, etnografo e medico tedesco (n. 1877)
- 1937 - Gabriele Canelli, giurista italiano (n. 1879)
- 1937 - Bruno Geremia, calciatore italiano (n. 1911)
- 1937 - William Wheeler, entomologo statunitense (n. 1865)
- 1938 - Mario Gabinio, fotografo e alpinista italiano (n. 1871)
- 1938 - Henry Newbolt, poeta, scrittore e storico inglese (n. 1862)
- 1938 - Georg Schrimpf, pittore tedesco (n. 1889)
- 1939 - Carlo Porro, nobile, generale e politico italiano (n. 1854)
- 1939 - Henry Stephens Salt, attivista, saggista e docente inglese (n. 1851)
- 1939 - Jan de Vries, velocista e calciatore olandese (n. 1896)
- 1941 - René Ressejac-Duparc, calciatore francese (n. 1880)
- 1942 - Michail Grigor'evič Efremov, generale sovietico (n. 1897)
- 1943 - Tullio Rotatori, pallonista italiano (n. 1910)
- 1944 - Sándor Bródy, calciatore ungherese (n. 1884)
- 1945 - Otello Bonvicini, partigiano italiano (n. 1914)
- 1945 - Charles Delestraint, generale e partigiano francese (n. 1879)
- 1945 - Lorenzo Gennari, militare italiano (n. 1921)
- 1945 - Giuseppe Gheda, partigiano italiano (n. 1925)
- 1945 - Aurelio Morandi, aviatore italiano (n. 1921)
- 1945 - Carlo Reddi, partigiano italiano (n. 1922)
- 1945 - Walter Sorkale, calciatore tedesco (n. 1890)
- 1945 - Wolfgang Strobel, calciatore tedesco (n. 1896)
- 1945 - Sosaku Suzuki, generale giapponese (n. 1891)
- 1946 - Rikichi Andō, generale giapponese (n. 1884)
- 1946 - Mae Busch, attrice australiana (n. 1891)
- 1947 - Charles Bidwill, dirigente sportivo statunitense (n. 1895)
- 1947 - Hajime Isogai, judoka giapponese (n. 1871)
- 1948 - Charles Campbell, velista britannico (n. 1881)
- 1948 - Emilio Cimbrico, calciatore italiano (n. 1903)
- 1949 - Barney Gilmore, attore e sceneggiatore statunitense (n. 1869)
- 1949 - Arnold Krumm-Heller, medico, scrittore e agente segreto tedesco (n. 1876)
- 1950 - Gerald Berners, compositore, scrittore e pittore britannico (n. 1883)
- 1950 - Giocondo Fino, compositore italiano (n. 1867)
- 1950 - Aylmer Haldane, generale britannico (n. 1862)
- 1950 - Antonio Ugo, scultore e medaglista italiano (n. 1870)
- 1951 - Lonnie Darling, dirigente sportivo e allenatore di pallacanestro statunitense (n. 1902)
- 1951 - Philip Mangano, mafioso italiano (n. 1898)
- 1951 - Ion Manolescu-Strunga, politico rumeno (n. 1889)
- 1952 - Jean-Marie Musy, politico svizzero (n. 1876)
- 1952 - James Lee Peters, ornitologo statunitense (n. 1889)
- 1953 - Mario Battistini, storico e storico della scienza italiano (n. 1885)
- 1954 - Bruno Bedosti, calciatore italiano (n. 1912)
- 1954 - Aurelio Greco, schermidore italiano (n. 1879)
- 1955 - Jim Corbett, scrittore inglese (n. 1875)
- 1956 - Béla Kelemen, calciatore ungherese (n. 1887)
- 1956 - Lina Pietravalle, scrittrice italiana (n. 1887)
- 1958 - Haykanowš Danielyan, soprano e pedagogo sovietico (n. 1893)
- 1958 - Billy Meredith, allenatore di calcio e calciatore gallese (n. 1874)
- 1958 - Andreas Strand, ginnasta norvegese (n. 1889)
- 1959 - Karl Wolter, calciatore tedesco (n. 1894)
- 1960 - Pietro Annoni, canottiere e dirigente sportivo italiano (n. 1886)
- 1960 - Vittorio Flecchia, politico, sindacalista e partigiano italiano (n. 1890)
- 1961 - Max Hainle, nuotatore e pallanuotista tedesco (n. 1882)
- 1961 - Manuel Quiroga, violinista spagnolo (n. 1892)
- 1962 - Teofilo Fontana, politico italiano (n. 1892)
- 1963 - Ramón Berdomás, nuotatore e pallanuotista spagnolo (n. 1900)
- 1963 - Vicente Ferreira da Silva, filosofo e matematico brasiliano (n. 1916)
- 1963 - Alfred Whitney Griswold, storico statunitense (n. 1906)
- 1964 - Ezio Carabella, musicista e compositore italiano (n. 1891)
- 1964 - Albino Michielli, alpinista italiano (n. 1928)
- 1964 - Mario Siletti, attore italiano (n. 1903)
- 1965 - Franco Caiola, antifascista e anarchico italiano (n. 1888)
- 1965 - George Davis, attore olandese (n. 1889)
- 1965 - Dorothy Dearing, attrice e ballerina statunitense (n. 1913)
- 1965 - George Dietz, canottiere statunitense (n. 1880)
- 1966 - Gösta Åsbrink, ginnasta e pentatleta svedese (n. 1881)
- 1966 - Jack Cock, allenatore di calcio e calciatore britannico (n. 1893)
- 1966 - Enrico Glori, attore italiano (n. 1901)
- 1966 - Neil Hamilton Fairley, medico e militare australiano (n. 1891)
- 1966 - Javier Solís, cantante e attore messicano (n. 1931)
- 1966 - Väinö Tanner, politico finlandese (n. 1881)
- 1967 - Konrad Adenauer, politico tedesco (n. 1876)
- 1967 - William Boyle, ammiraglio britannico (n. 1873)
- 1967 - Hellmut Maneval, calciatore tedesco (n. 1898)
- 1968 - Heinz Brückner, poliziotto tedesco (n. 1900)
- 1968 - Alf Quantrill, calciatore pakistano (n. 1897)
- 1968 - Ludwig Wenz, calciatore tedesco (n. 1906)
- 1969 - Arcangelo Magli, politico italiano (n. 1890)
- 1969 - Juan Modesto, generale e antifascista spagnolo (n. 1906)
- 1970 - Ben Bradshaw, lottatore statunitense (n. 1879)
- 1970 - Aimo Lahti, inventore finlandese (n. 1896)
- 1970 - Jia Ruskaja, danzatrice, coreografa e insegnante russa (n. 1902)
- 1970 - Goffredo Tonini, generale italiano (n. 1898)
- 1971 - Gioacchino Guaragna, schermidore italiano (n. 1908)
- 1971 - Luigi Piotti, pilota automobilistico e imprenditore italiano (n. 1913)
- 1971 - Oliviero Zuccarini, giornalista e politico italiano (n. 1883)
- 1972 - Ezio D'Errico, scrittore e sceneggiatore italiano (n. 1892)
- 1973 - Hans Kelsen, giurista e filosofo austriaco (n. 1881)
- 1973 - Arrigo Levasti, insegnante italiano (n. 1886)
- 1973 - Tiziano Tessitori, politico italiano (n. 1895)
- 1973 - Ilona Vargha, schermitrice ungherese (n. 1907)
- 1974 - Alexander Dinghas, matematico greco (n. 1908)
- 1974 - Traugott Oberer, calciatore svizzero (n. 1924)
- 1975 - Robert Aron, scrittore, storico e saggista francese (n. 1898)
- 1975 - Percy Lavon Julian, chimico e botanico statunitense (n. 1899)
- 1975 - Enzo Poli, politico italiano (n. 1913)
- 1975 - Salvatore Satta, giurista e scrittore italiano (n. 1902)
- 1976 - Lino Andreotti, alpinista e politico italiano (n. 1915)
- 1976 - Roberta Jonay, attrice e ballerina statunitense (n. 1921)
- 1977 - Günter Bruno Fuchs, poeta e scrittore tedesco (n. 1928)
- 1977 - Marion Gering, regista russo (n. 1901)
- 1977 - María Rosa Oliver, scrittrice e attivista argentina (n. 1898)
- 1977 - Giuseppe Pancera, ciclista su strada italiano (n. 1901)
- 1978 - Joe Dougherty, doppiatore statunitense (n. 1898)
- 1979 - Wilhelm Bittrich, generale tedesco (n. 1894)
- 1979 - Antonio Centa, attore italiano (n. 1907)
- 1979 - Bruno Jacoponi, calciatore italiano (n. 1895)
- 1979 - August Sackenheim, calciatore tedesco (n. 1905)
- 1980 - Charles Seel, attore statunitense (n. 1897)
- 1981 - Jacques Berthe, pallanuotista francese (n. 1926)
- 1981 - Faele, drammaturgo, autore televisivo e paroliere italiano (n. 1922)
- 1981 - Roberto Lucifredi, politico e giurista italiano (n. 1909)
- 1982 - Franco Corsaro, attore italiano (n. 1900)
- 1982 - Manuel Nogueras Carretero, calciatore spagnolo (n. 1903)
- 1982 - Alfonso Rosanova, mafioso italiano (n. 1928)
- 1983 - Jerzy Andrzejewski, scrittore polacco (n. 1909)
- 1983 - Erwin Casmir, schermidore tedesco (n. 1895)
- 1983 - Shahan Natalie, scrittore, politico e giornalista armeno (n. 1884)
- 1983 - Jim Nolan, cestista statunitense (n. 1927)
- 1983 - Renato Ziggiotti, presbitero e educatore italiano (n. 1892)
- 1984 - He Zizhen, rivoluzionaria cinese (n. 1910)
- 1984 - Machito, musicista cubano (n. 1908)
- 1985 - Jean Auréal, pilota motociclistico francese (n. 1941)
- 1985 - Pavel Ivanovič Batov, generale e politico sovietico (n. 1897)
- 1985 - André Rollet, calciatore francese (n. 1905)
- 1986 - Salvatore Sciascia, editore italiano (n. 1919)
- 1987 - Salvatore Argento, produttore cinematografico italiano (n. 1914)
- 1987 - Georges Détré, aviatore francese (n. 1902)
- 1987 - Milt Kahl, animatore statunitense (n. 1909)
- 1987 - Paul Maye, ciclista su strada e pistard francese (n. 1913)
- 1987 - Maxwell Taylor, generale e diplomatico statunitense (n. 1901)
- 1987 - Antony Tudor, ballerino, coreografo e insegnante britannico (n. 1908)
- 1988 - Kwon Ki-ok, aviatrice coreana (n. 1901)
- 1989 - Daphne du Maurier, scrittrice, drammaturga e poetessa inglese (n. 1907)
- 1989 - Augusta Luzzato Dina, poetessa, scultrice e filantropa italiana (n. 1898)
- 1990 - Sergej Nikolaevič Filippov, attore e doppiatore russo (n. 1912)
- 1991 - André Houška, calciatore cecoslovacco (n. 1926)
- 1992 - Frankie Howerd, attore inglese (n. 1917)
- 1993 - Graziella Evangelista, scenografa italiana (n. 1938)
- 1993 - David Koresh, predicatore statunitense (n. 1959)
- 1993 - Lido Poli, militare e aviatore italiano (n. 1918)
- 1993 - Clifford Scott, sassofonista e flautista statunitense (n. 1928)
- 1994 - Giovanni Bruno, politico italiano (n. 1902)
- 1994 - Ėdmond Keosajan, regista sovietico (n. 1936)
- 1994 - José Montagnoli, calciatore argentino (n. 1926)
- 1994 - Rolf Paetz, calciatore tedesco (n. 1922)
- 1995 - Neil Paterson, scrittore, sceneggiatore e giornalista britannico (n. 1916)
- 1996 - Yukiyoshi Aoki, nuotatore giapponese (n. 1934)
- 1996 - Ken Doherty, multiplista statunitense (n. 1905)
- 1996 - Boļeslavs Maikovskis, militare lettone (n. 1904)
- 1997 - Gianni Cajafa, attore italiano (n. 1914)
- 1997 - Quirino De Giorgio, architetto italiano (n. 1907)
- 1997 - Maria Wittek, militare e partigiana polacca (n. 1899)
- 1998 - Cataldo Cassano, politico e docente italiano (n. 1902)
- 1998 - Lorna Volare, attrice australiana (n. 1911)
- 1999 - Hermine Braunsteiner, criminale austriaca (n. 1919)
- 1999 - Flora Carabella, attrice italiana (n. 1926)
- 1999 - Yōko Tani, attrice e showgirl francese (n. 1928)
- 1999 - Antonio Vidal, calciatore spagnolo (n. 1923)
- 2000 - Chang Kyou-chul, pugile sudcoreano (n. 1946)
- 2000 - Maurizio Ferrara, giornalista, politico e partigiano italiano (n. 1921)

## XXI secolo(147)
- 2001 - Kurt Ott, ciclista su strada svizzero (n. 1912)
- 2001 - Hal Haig Prieste, atleta statunitense (n. 1896)
- 2002 - Jean-Pierre Destrumelle, calciatore e allenatore di calcio francese (n. 1941)
- 2002 - Reginald Rose, sceneggiatore statunitense (n. 1920)
- 2002 - Rafael Tello, avvocato, presbitero e teologo argentino (n. 1917)
- 2003 - Cholly Atkins, ballerino statunitense (n. 1913)
- 2003 - Max Bozzoni, ballerino francese (n. 1917)
- 2003 - Armida Miserere, funzionaria italiana (n. 1956)
- 2003 - Aurelio Sabattani, cardinale e arcivescovo cattolico italiano (n. 1912)
- 2004 - George Hardwick, allenatore di calcio e calciatore inglese (n. 1920)
- 2004 - Volodymyr Kaplyčnyj, calciatore sovietico (n. 1944)
- 2004 - Julião Kutonda, calciatore angolano (n. 1965)
- 2004 - Glenn Leedy, attore statunitense (n. 1935)
- 2004 - John Maynard Smith, biologo e genetista inglese (n. 1920)
- 2004 - Ginette Mazel, cestista francese (n. 1935)
- 2004 - Ronnie Simpson, calciatore scozzese (n. 1930)
- 2005 - George Pan Cosmatos, regista greco (n. 1941)
- 2005 - Ruth Hussey, attrice statunitense (n. 1911)
- 2005 - Francisco Lavernia, cestista cubano (n. 1918)
- 2005 - László Nagy, pattinatore artistico su ghiaccio ungherese (n. 1927)
- 2005 - Niels-Henning Ørsted Pedersen, contrabbassista danese (n. 1946)
- 2005 - Erkki Penttilä, lottatore finlandese (n. 1932)
- 2005 - Giulio Saraudi, pugile italiano (n. 1938)
- 2005 - Nikola Wiegand, cestista tedesca (n. 1963)
- 2006 - Jo de Haan, ciclista su strada olandese (n. 1936)
- 2006 - Hugo Strunz, mineralogista tedesco (n. 1910)
- 2006 - François Zourabichvili, filosofo francese (n. 1965)
- 2007 - Carlo Maria Badini, direttore teatrale italiano (n. 1925)
- 2007 - Jean-Pierre Cassel, attore, ballerino e doppiatore francese (n. 1932)
- 2007 - Bohdan Paczyński, astronomo polacco (n. 1940)
- 2007 - Leszek Suski, schermidore polacco (n. 1930)
- 2007 - Helen Walton, imprenditrice statunitense (n. 1919)
- 2008 - Sékou Bamba de Karamoko, calciatore ivoriano (n. 1970)
- 2008 - Alfonso López Trujillo, cardinale e arcivescovo cattolico colombiano (n. 1935)
- 2008 - Germaine Tillion, etnologa francese (n. 1907)
- 2008 - Constant Vanden Stock, allenatore di calcio e calciatore belga (n. 1914)
- 2009 - J. G. Ballard, scrittore britannico (n. 1930)
- 2009 - Doc Blanchard, giocatore di football americano statunitense (n. 1924)
- 2010 - William Donald Borders, arcivescovo cattolico statunitense (n. 1913)
- 2010 - Maria Paola Colombo Svevo, politica italiana (n. 1942)
- 2010 - Guru, rapper, produttore discografico e attore statunitense (n. 1961)
- 2010 - Graziella Urbinati, costumista, pittrice e illustratrice italiana (n. 1927)
- 2010 - Edwin Valero, pugile venezuelano (n. 1981)
- 2010 - Carl Williams, mafioso australiano (n. 1970)
- 2010 - Burkhard Ziese, allenatore di calcio tedesco (n. 1944)
- 2011 - Allan Brown, calciatore e allenatore di calcio scozzese (n. 1926)
- 2011 - Raúl Guitart, cestista argentino (n. 1950)
- 2011 - Elisabeth Sladen, attrice britannica (n. 1946)
- 2011 - Serge Nubret, culturista francese (n. 1938)
- 2011 - Grete Waitz, maratoneta e mezzofondista norvegese (n. 1953)
- 2012 - Enzo Bartoli, cestista italiano (n. 1916)
- 2012 - Greg Ham, musicista e compositore australiano (n. 1953)
- 2012 - Levon Helm, cantante, batterista e polistrumentista statunitense (n. 1940)
- 2012 - Edmundo Márquez, cestista e allenatore di pallacanestro messicano (n. 1933)
- 2012 - Valerij Vasil'ev, hockeista su ghiaccio sovietico (n. 1949)
- 2013 - Kenneth Appel, matematico statunitense (n. 1932)
- 2013 - Allan Arbus, fotografo e attore statunitense (n. 1918)
- 2013 - Kurt Hector, allenatore di calcio dominicense (n. 1972)
- 2013 - E. L. Konigsburg, scrittrice statunitense (n. 1930)
- 2013 - Paul Jensen, ciclista su strada danese (n. 1936)
- 2013 - Raffaele Maiello, regista, sceneggiatore e giornalista italiano (n. 1934)
- 2013 - Giorgio Marinucci, giurista italiano (n. 1934)
- 2013 - Horst Rippert, aviatore e giornalista tedesco (n. 1922)
- 2013 - Angelo Rovati, cestista, dirigente sportivo e politico italiano (n. 1945)
- 2013 - Artemio Strazzi, politico italiano (n. 1921)
- 2014 - Letizia Nicoletti, partigiana, docente e attivista italiana (n. 1912)
- 2014 - Rino Quagliotti, cuoco italiano (n. 1922)
- 2014 - Vladimir Stružanov, nuotatore sovietico (n. 1932)
- 2015 - Nobuo Kaihō, cestista, allenatore di pallacanestro e dirigente sportivo giapponese (n. 1941)
- 2015 - Bernard Stollman, imprenditore e avvocato statunitense (n. 1929)
- 2015 - Elio Toaff, rabbino italiano (n. 1915)
- 2016 - Patricio Aylwin, politico cileno (n. 1918)
- 2016 - Estelle Balet, snowboarder svizzera (n. 1994)
- 2016 - Eloy Casados, attore statunitense (n. 1949)
- 2016 - Ronit Elkabetz, attrice, regista e sceneggiatrice israeliana (n. 1964)
- 2016 - Angelo Epaminonda, mafioso e collaboratore di giustizia italiano (n. 1945)
- 2016 - Walter Kohn, fisico austriaco (n. 1923)
- 2016 - John McConathy, cestista e allenatore di pallacanestro statunitense (n. 1930)
- 2017 - Dick Contino, fisarmonicista e cantante statunitense (n. 1930)
- 2017 - Aaron Hernandez, giocatore di football americano statunitense (n. 1989)
- 2017 - Ranulfo Miranda, allenatore di calcio e calciatore paraguaiano (n. 1927)
- 2018 - Marco Garofalo, ballerino e coreografo italiano (n. 1956)
- 2018 - Vladimir Afanas'evič Ljachov, cosmonauta sovietico (n. 1941)
- 2019 - Martin Böttcher, compositore, direttore d'orchestra e arrangiatore tedesco (n. 1927)
- 2019 - Massimo Marino, conduttore televisivo e attore italiano (n. 1960)
- 2019 - Patrick Sercu, pistard e ciclista su strada belga (n. 1944)
- 2019 - Klaus Sonnenschein, attore e doppiatore tedesco (n. 1935)
- 2019 - Laura Switzer, cestista statunitense (n. 1941)
- 2019 - Xiao Yang, magistrato e politico cinese (n. 1938)
- 2020 - Edmond Baraffe, calciatore e allenatore di calcio francese (n. 1942)
- 2020 - Peter Beard, fotografo statunitense (n. 1938)
- 2020 - Stanislav Bojadžiev, cestista e allenatore di pallacanestro bulgaro (n. 1945)
- 2020 - Cecil Bødker, scrittrice e poetessa danese (n. 1927)
- 2020 - Terry Doran, manager britannico (n. 1939)
- 2020 - Corrado Galzio, pianista italiano (n. 1919)
- 2020 - Valentino Giacobbi, bobbista e dirigente sportivo italiano (n. 1935)
- 2020 - Sergio Onofre Jarpa, politico e diplomatico cileno (n. 1921)
- 2020 - Aluísio Francisco da Luz, calciatore brasiliano (n. 1931)
- 2020 - Philippe Nahon, attore francese (n. 1938)
- 2020 - Margit Otto-Crépin, cavallerizza francese (n. 1945)
- 2021 - Monica Bandini, ciclista su strada italiana (n. 1964)
- 2021 - Shaler Halimon, cestista statunitense (n. 1945)
- 2021 - Jean-Pierre Kress, calciatore francese (n. 1930)
- 2021 - Willy van der Kuijlen, calciatore olandese (n. 1946)
- 2021 - Walter Mondale, politico e diplomatico statunitense (n. 1928)
- 2021 - Kris Slater, attore pornografico statunitense (n. 1981)
- 2021 - Jim Steinman, produttore discografico, compositore e pianista statunitense (n. 1947)
- 2021 - Gustavo Zanin, organaro italiano (n. 1930)
- 2021 - Viktor Šuvalov, hockeista su ghiaccio sovietico (n. 1923)
- 2022 - Ibrahim Aoudou, calciatore camerunese (n. 1955)
- 2022 - Brad Ashford, politico statunitense (n. 1949)
- 2022 - Marco Innocenti, scrittore, sceneggiatore e fumettista italiano (n. 1966)
- 2022 - Carlos Lucas, pugile cileno (n. 1930)
- 2022 - Lorenzo Mondo, critico letterario, scrittore e giornalista italiano (n. 1931)
- 2022 - Sandra Pisani, hockeista su prato australiana (n. 1959)
- 2022 - Fabrizio Rossi Longhi, diplomatico e commediografo italiano (n. 1926)
- 2022 - Kane Tanaka, supercentenaria giapponese (n. 1903)
- 2022 - Freeman Williams, cestista statunitense (n. 1956)
- 2023 - Nereo Baliello, pallavolista, allenatore di pallavolo e dirigente sportivo italiano (n. 1931)
- 2023 - Angelo Carella, calciatore e allenatore di calcio italiano (n. 1949)
- 2023 - Robi, calciatore e allenatore di calcio spagnolo (n. 1951)
- 2023 - Moon Bin, cantante, ballerino e attore sudcoreano (n. 1998)
- 2023 - Jeremy Nobis, sciatore alpino statunitense (n. 1970)
- 2023 - Charles-Ferdinand Nothomb, politico belga (n. 1936)
- 2023 - Coulter Osborne, cestista canadese (n. 1934)
- 2023 - Elena Pampoulova, tennista bulgara (n. 1972)
- 2023 - Federico Salvatore, cantautore e cabarettista italiano (n. 1959)
- 2023 - Bud Shuster, politico statunitense (n. 1932)
- 2023 - Dave Wilcox, giocatore di football americano statunitense (n. 1949)
- 2024 - Daniel Dennett, filosofo e logico statunitense (n. 1942)
- 2024 - Muhammad Ahmed Faris, cosmonauta e politico siriano (n. 1951)
- 2024 - Claes Fellbom, regista, sceneggiatore e compositore svedese (n. 1943)
- 2024 - Giovanna Grignaffini, politica, storica del cinema e filosofa italiana (n. 1949)
- 2024 - Leighton James, calciatore e allenatore di calcio gallese (n. 1953)
- 2024 - Siegfried Kirschen, arbitro di calcio tedesco (n. 1943)
- 2024 - Alex McMillan, politico statunitense (n. 1932)
- 2024 - Marcos Rivas, calciatore messicano (n. 1947)
- 2024 - Michele Stefani, allenatore di sci alpino, sciatore alpino e dirigente sportivo italiano (n. 1948)
- 2025 - Haim Buchbinder, cestista e allenatore di pallacanestro israeliano (n. 1943)
- 2025 - József Garami, dirigente sportivo, allenatore di calcio e calciatore ungherese (n. 1939)
- 2025 - Barry Hoban, ciclista su strada e pistard britannico (n. 1940)
- 2025 - Angelo Longoni, regista, sceneggiatore e drammaturgo italiano (n. 1956)
- 2025 - Joseph Mewis, lottatore belga (n. 1931)
- 2025 - Meir Nitzan, politico israeliano (n. 1931)
- 2025 - Carlo Senaldi, politico italiano (n. 1941)
- 2025 - Niwat Sisawat, calciatore thailandese (n. 1949)
- 2025 - Tassilo Thierbach, pattinatore artistico su ghiaccio tedesco (n. 1956)